# 둠 (1993년 비디오 게임)

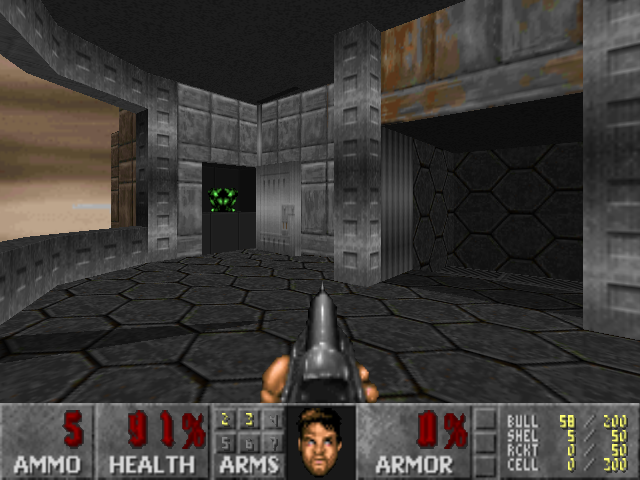

《둠》(DOOM)은 1993년 12월 10일 이드 소프트웨어에 의해 발매된 1인칭 슈팅 게임이다. 멀티플레이를 지원(IPX)하는 최초의 FPS 게임으로 명성이 높았으며 북미와 유럽에서만 1500만장 이상이 판매되었다고 한다.
발매 당시 북미에서 상당한 폭력성과 잔인성으로 인하여 찬반 논쟁을 일으켰으며 국내에서는 1996년 봄 쌍용이 들여오면서 처음으로 알려졌다. 이후 둠은 게임기용으로 이식되기도 하였다.
둠은 사양이 매우 낮은 게임으로서 애플워치, ATM, 사진기, 맥북 터치바와 심지어는 둠속에서도 둠을 플레이 할 수 있다.

## 게임 에피소드
- Knee-deep in the dead

1. 격납고 (Hangar)
2. 핵 발전소 (Nuclear Plant)
3. 독극물 정제소 (Toxin Refinery)
4. 지휘 통제소 (Command Control)
5. 위성 포보스 통제소 (Phobos Lab)
6. 중앙 처리소 (Central Processing)
7. 컴퓨터 부서 (Computer Station)
8. 위성 포보스 근접이각 (Phobos Anomaly-마지막판)

- The Shores of Hell

1. 위성 데이모스 근접이각 (Deimos Anomaly)
2. 격납 지역 (Containment Area)
3. 정제소 (Refinery)
4. 위성 데이모스 연구소 (Deimos Lab)
5. 사령부 (Command Center)
6. 저주받은 강당 (Halls of the Damned)
7. 산란용 통 (Spawning Vats)
8. 바벨탑 (Tower of Babel- 마지막판)

- Inferno

1. 지옥 성채 (Hell Keep)
2. 절망의 수렁 (Slough of Despair)
3. 악마전 (Pandemonium)
4. 고통의 전당 (House of Pain)
5. 부정한 성당 (Unholy Cathedral)
6. 에레버스 산 (Mt. Erebus)
7. 연옥으로 가는 입구 (Gate to Limbo)
8. 저승 (Dis)

- Thy Flesh Consumed / 추가 에피소드

1. 지옥을 향한 내리막길 (Hell Beneath)
2. 지극한 증오 (Perfect Harted)
3. 악한 자를 가려내다 (Sever the Wicked)
4. 휘어잡기 힘든 악 (Unruly Evil)
5. 그들은 회개 할 것이다 (They Will Repent)
6. 당신을 거스르는 사악함 (Against thee Wickedly)
7. 그리고 그 뒤에는 지옥이 따르고 있다 (And Hell Followed)
8. 잔혹한 이에게 (Unto the Cruel)

## 포보스
이렇게 오리지날 둠 게임으로서는 3가지로 에피소드로 구성되어있다. 둠에서 제일 먼저 첫 에피소드가 Knee Deep in the dead인데 이건 1단계부터 8단계로 나누어져있으며 추가로 보너스 9단계도 포함되어있다. 단, 이 에피소드에서는 6번의 플라즈마 건과 7번 BFG 9000 무기가 등장하지 않으므로 사용할 수 없다. 그리고 데모 둠의 경우는 Knee-Deep in the dead의 에피소드 내부만 포함되어있기 때문에 IDKFA 무기 치트키를 사용해도 6번 플라즈마와 7번 BFG 9000 무기가 등장하지 않다. 하지만 정식 둠 게임의 경우 에피소드 Knee-Deep in the Dead를 선택해도 IDKFA 무기 치트키를 사용하면 플라즈마와 BFG 9000번 총이 등장하므로 사용할 수 있다. 그 중에서 3단계 독극물 정제소에서 특별 단계로 출구로 빠져나가는 길이 있는데 그 길을 통해서 보너스 단계를 한 번 할 수 있다. Knee-Deep in the dead의 마지막판 위성 포보스 근접이각 단계에서는 바운드 오브 헬이라는 두 마리의 보스가 등장한다. 이 두 마리 보스를 쓰러뜨려도 바로 끝나지는 않고 바깥 세상이 열리는데 문제는 지도에서도 표시되지 않는 지점이며 나가는 방법과 에피소드를 끝내는 방법도 유일하게 포탈을 타는 길밖에 없다. 이 계단 올라가는 포탈 지역도 역시 지도에서 표시되지 않으며 주인공이 이 포탈을 밟으면 벽 뒤에 어두컴컴하고 조그만한 지역에 도달하여 그곳에 머물러 있는 수많은 몬스터에게 속수무책으로 당하기 십상이다. 이 지역에서는 무적 치트키 IDDQD를 아무리 걸어도 자연히 풀리는 지점이며 아무리 거기에 머물러있는 몬스터들을 무기로 다 쓰러뜨려서 버틴다 해도 그 지역의 바닥에 독극물이 있어서 자연히 주인공의 생명력이 깎이기 마련이다. 또한 여기서 주인공의 생명력이 10% 이하가 되면 Knee-Deep in the Dead의 엔딩이 나오면서 허무하게 끝난다. 그런데 이는 주인공이 죽는 과정이 아니다. 하지만 IDDT 치트키를 누르면 표시되지 않은 전반적인 지도 표시가 확실하게 나온다.

### 스토리
포보스 기지에서 텔레포트 실험하다 그 바람에 실수로 지옥에서 수십만 마리의 괴물들이 나타나 공격을 받게 된다. 포보스 기지에서는 화성 기지에 도움 요청하게 되고 화성에서는 주인공을 비롯해 병사들을 포보스로 파병하게 되었다. 한편, 이 무렵 데이모스는 갑작스럽게 자취를 감추고 사라졌는데 화성 기지에 연락이 끊겼다. 일단 주인공과 병력들은 포보스 기지로 가서 악마들과 싸웠지만 주인공을 제외한 모든 병력들은 목숨을 잃었다. 주인공은 포보스 기지에서 점령한 괴물들을 여기저기 차례 차례 처치하고 마침내는 포보스 마지막 끝까지 가게 된다. 그리고 포보스 마지막 부분에서 바론 오브 헬이 등장하는데 사실 여기서는 보스로 등장한다. 하지만 바론 오브 헬까지 무찌른 주인공은 이제 화성 기지로 돌아가려 바깥에 위치한 포탈을 탔지만 사실 이 길은 화성이 아닌 지옥으로 가는 길이었다. 즉, 아직 주인공의 모험이 끝나지 않았다는 뜻이다.
둠1 게임에서 포보스 막판에서 무적 치트키를 눌러서 무적으로 만들었다고 해도 막판 포탈을 밟으면 무적 모드가 저절로 풀리고 어느 깜깜한 위치로 가서 사방 주위에 수많은 괴물들과 악마들에게 공격을 받는데 다시 IDDQD 무적 치트키를 걸어도 다시 풀리고 생명력이 자꾸 떨어진다. 그리고 바닥에는 독극물이 있어서 저절로 생명력을 떨어뜨린다. 그런데 10% 이하까지 생명력이 떨어지면 엔딩이 나오면서 끝난다. 무적이 풀리고 사방에 적들에게 공격당하고 아울러 바닥에 독극물이 있어서 타격을 준다는 뜻은 아마 이건 지옥으로 가는 길이라는 의미로 묘사한 것이다.

## 데이모스
그리고 에피소드 2 The Shores of Hell부터는 플라즈마 건을 처음 사용할 수 있고 포탈도 얼마든지 등장하는데 BFG 9000 총이 등장하지 않으므로 사용할 수 없지만 IDKFA 무기 치트키를 이용하면 사용할 수 있다.
이 에피소드에서 데이모스의 하늘은 새빨간 색을 띈다.
그리고 여기서는 조금 힘센 괴물들이 등장한다. 카코데몬과 러스트 소울이 그 예시다. 또한 데이모스는 단계 가운데 포보스와 달리 좀 제대로 정리된 기지들과 시설물들이 보인다. 대신 주인공이나 괴물들을 깔아뭉갤 수 있는 장애물도 꽤 등장하므로 조심하자.
그리고 The Shores of Hell의 마지막 판 보스는 사이버데몬이 출현하는데 이 보스는 로켓을 연달아 쉬지 않고 발사하므로 맞으면 큰 타격을 받을 수 있기 때문에 시야에 나타나면 익숙하지 않은 사용자에게는 피하기가 어렵다. 사실상 둠에 등장하는 괴물 중 가장 힘이 센 보스라고 할 수 있다. 사이버데몬을 쓰렸다면 엔딩이 나오는데 데이모스가 지옥 허공 한가운데 떠있는 모습을 보여주면서 이번 에피소드는 끝이 난다. 즉 데이모스 에피소드가 끝이 아니라는 것이다.

#### 스토리
포보스 마지막에서 화성으로 돌아갈 거라고 생각하고 포탈을 밟았는데 데이모스로 가는 포탈이었다. 주인공은 데이모스에서도 괴물들을 하나하나 처치했다. 카코데몬과 라스트 소울이라는 괴물도 심지어 바론 오브 헬도 등장한다. 주인공이 데이모스에서 적들을 제거하는 동안 괴물들은 바벨탑을 차근차근 건설해나갔고 마침내 주인공이 바벨탑 근처까지 괴물들을 다 처치한 다음엔 바벨탑이 다 완성되었다. 이후 주인공은 이 바벨탑에서 보스 사이버데몬과 마주하게 된다. 사이버데몬은 그 어떤 괴물들보다 상당히 힘도 셌고, 끈질기고, 잘 죽지 않은 거대하고 최강급을 자랑한다. 그럼에도 주인공은 굴하지 않고 사이버데몬도 없앤다.

이제 스토리상 데이모스에서 보스라고 불리던 사이버 데몬을 쓰러뜨렸으니 이제 데이모스도 평화를 되찾았으며 임무도 완전히 끝났는가? 안타깝게도 그것도 아니다. 앞서 말했듯이 데이모스의 하늘은 상당히 붉은 빛을 띄고 있었고 기지에 나무같은 뿌리박은 식물이 벽들을 감싸고 있었다. 사실 알고 보니 데이모스 기지자체가 지옥 안에 갇혀버린 상태였기 때문이었다. 그러므로 데이모스로 간 주인공은 완전히 빠져나갈 수는 없는 상태. 하는 수 없이 주인공은 지옥 본기지에 뛰어들어 본격적으로 지옥에서 괴물들과의 전쟁을 펼치게 된다.

## 지옥
에피소드 3 Inferno부터는 BFG 9000번 총도 등장하므로 여기서부터는 꼭 IDKFA 무기 치트키를 사용하지 않아도 모든 무기 사용이 가능하다. 하지만 데이모스보다 무서운 괴물들이 많이 등장하고 단계도 가장 어려운 편이며 Inferno의 마지막 보스는 사람의 큰 뇌로 구성되어있고 다리는 여러개의 긴 다리 로봇으로 되어있는 스파이더 마스터마인드라는 무서운 보스가 등장한다. 이건 체인지 건을 쉬지 않고 연달아 발사하므로 꽤 무서운 괴물이지만 BFG 9000번 총이나 플라즈마 건을 연속 발사하면서 피하면 쉽다.
스파이더 마스터 마인드까지 이기면 에피소드 3번째 마지막탄까지 모두 끝내면 엔딩 장면이 나온다. 엔딩 내용은 지구의 건물들이 불이 타고 있는 장면과 함께 주인공 토끼(데이지)가 허무하게 목잘린 그림이 나오면서 영어로 끝이라고 표시되어 둠 게임은 모두 끝난다. 사실 주인공의 악마 처리는 완전히 끝나지 않았던 것이다.
즉, 둠 주인공이 포보스와 데이모스에서 심지어 지옥에 있는 악마들까지 차례차례 제거하는 사이에 이미 다른 악마들이 지구를 침범한 상태였고 또한 보스 사이버데몬과 스파이더 마스터 마인드까지 둠 주인공을 막으면서 시간을 더 질질 끄는 사이 다른 악마들은 지구를 점령해 초토화시키고 있었던 것이었다.

## 추가 에피소드
추가로 에피소드 4번째로 울티메이드 둠 게임에서만 등장한다. 배경은 지구다. 여기서는 에피소드 3번째 Inferno처럼 모든 무기가 등장하므로 무기 치트키를 사용하지 않아도 상관없다. 마지막판 역시 스파이더 마스터마인드가 등장하는데 여기서는 주인공이 이 보스를 죽인다 해도 바로 끝나지는 않고 단 어떤 구멍이 생긴다. 그 구멍으로 통과하면 엔딩이 나오면서 에피소드 3번째 엔딩에 등장해서 비참하게 목잘려 죽었던 토끼 데이지에 관련된 엔딩 내용도 나오며 주인공이 이 토끼를 데리고 지구로 향하는 그림이 나오면서 완전히 끝난다.
포보스, 데이모스, 지옥 등을 거쳐 스파이더 마스터 마인드까지 처치했지만 그 사이에 괴물들이 벌써 지구를 점거한 사태에서 주인공은 뒤늦게 지구에 도착해 괴물들을 없애고 다른 스파이더 마스터 마인드까지 해치웠다. 하지만 악마들은 대부분 지구 전역으로 퍼져나가 아수라장을 만드는 후였다. 결국 주인공은 포기하지 않고 죽은 데이지를 데리고 대부분 악마들을 처치하기 위해 지구에서 전투를 치러야 했다. 이는 둠2 게임에서 이어진다.

## 난이도
둠 게임에서는 난이도가 아래처럼 나뉜다.
- I'm Too Young To Die
- Hey, Not too tough
- Hurt me Plenty
- Ultra-Vioence

이는 보통 게임 난이도에서 Easy, Normal, Hard, Very Hard하고는 다르게 나오지만 글자 형식만 다를 뿐, 사실상 Easy, Normal, Hard, Very Hard와 전혀 다를 바 없다.

## 치트
- IDDQD = 무적키로서 적에게 공격받을 때에도 죽지 않는다.
- IDKFA = 무기가 등장하고 무기총탄이 꽉 찬다.
- IDSPISPOPD = 주인공이 벽을 통과한다.
- Tab키 = 지도
- Ctrl = 총 발사
- Shift = 달리기
- IDDIT = 모든 지도상에 있는 표시.

## 평가
| 평가 |        |
| --- | ------ |
| 통합 점수 통합사 점수 게임랭킹스 87% [ 1 ] 평론 점수 평론사 점수 올게임 [ 2 ] 드래곤 [ 3 ] 에지 7 / 10 [ 4 ] 게임즈마스터 90% [ 1 ] |        |
| 통합 점수 |        |
| 통합사 | 점수   |
| 게임랭킹스 | 87%    |
| 평론 점수 |        |
| 평론사 | 점수   |
| 올게임 | [ 2 ]  |
| 드래곤 | [ 3 ]  |
| 에지 | 7 / 10 |
| 게임즈마스터 | 90%    |